# Luise Mühlbach

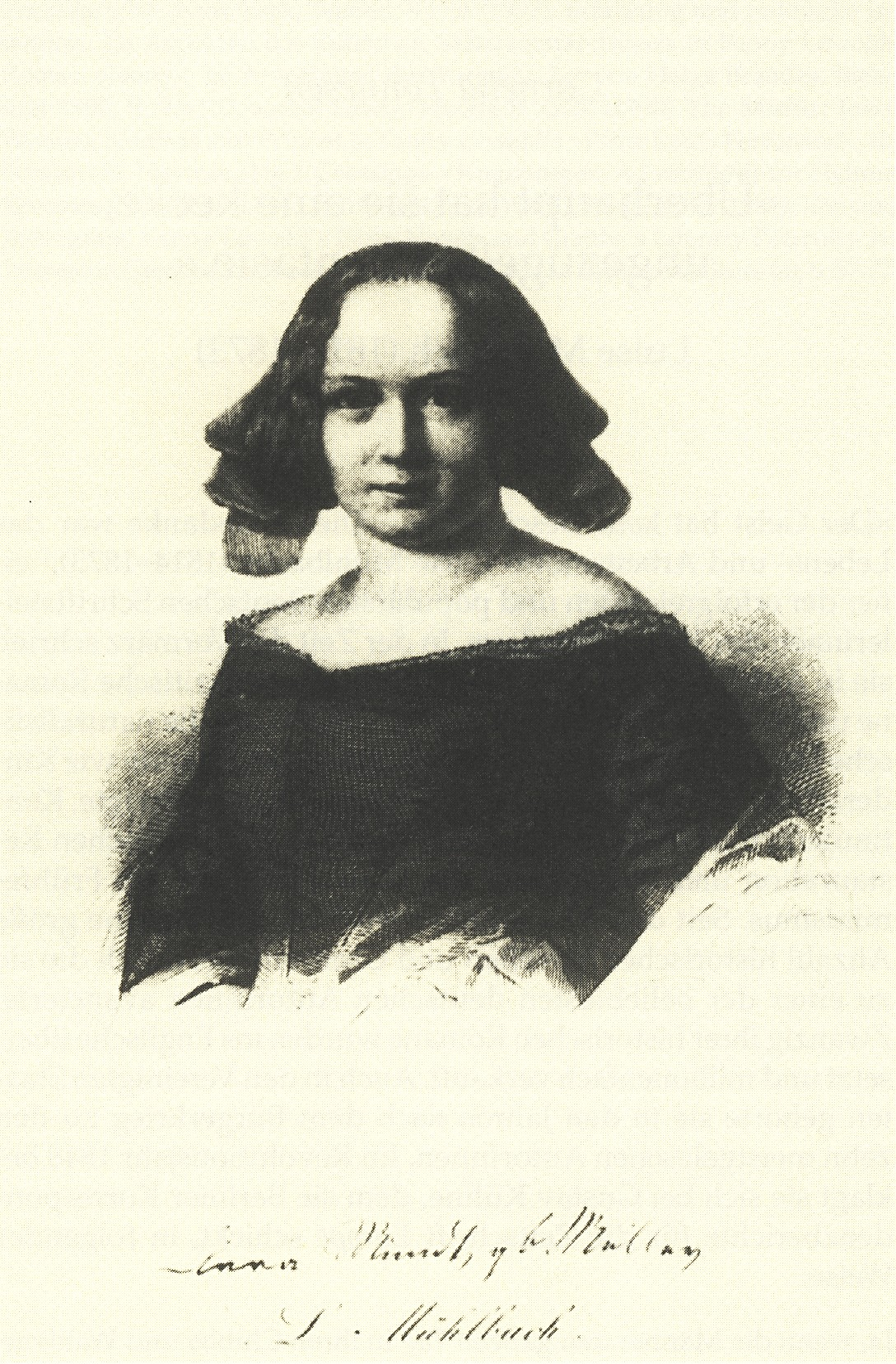
Luise Mühlbach

Luise Mühlbach, Pseudonym für Clara Mundt (* 2. Januar 1814 in Neubrandenburg als Clara Maria Regina Müller; † 26. September 1873 in Berlin) war eine deutsche Unterhaltungs-Schriftstellerin. Ihr Gesamtwerk umfasst 250 Bände. Mehrere ihrer Bücher wurden ins Englische übersetzt und besonders auch in den USA gelesen.

## Leben
Clara wurde als zweites von elf Kindern des Neubrandenburger Juristen und Bürgermeisters Friedrich Müller (1784–1830) und dessen Frau Friederika, geb. Strübing (1790–1860) geboren. Hermann Müller-Strübing war ihr älterer Bruder. Sie erhielt eine sorgfältige und vielseitige Erziehung. Episoden aus ihrer Kindheit und Jugend in Neubrandenburg und Penzlin beschrieb sie in nicht immer plausiblen autobiographischen Erinnerungsblättern, welche ihre Tochter Thea Ebersberger 1902 als Sammlung herausgab. Darin geht es u. a. um den „Theatergrafen“ Karl von Hahn und seine Tochter, die Schriftstellerin Ida Hahn-Hahn. Nach eigener Aussage wurde Luises Hinwendung zur Literatur und ihr Wunsch, selbst Schriftstellerin zu werden, durch die Begegnung mit Ida Hahn-Hahn maßgeblich gefördert.
Ihre ersten schriftstellerischen Versuche schickte Luise Mühlbach an den Schriftsteller Theodor Mundt (1808–1861), trat mit ihm in Briefwechsel, lernte ihn später persönlich kennen und heiratete ihn am 18. Juni 1839 in Neubrandenburg. Zwei Töchter entstammen dieser Ehe. Die ältere Theodore (* 1847) wurde Schauspielerin zuerst in Wiesbaden, 1874 am Friedrich-Wilhelm-Städtischen Theater in Berlin, heiratete im Dezember 1871 den späteren Theaterdirektor von Stettin und Königsberg, Adolf Varena (1842–1913), und unternahm auch Gastspielreisen in die Vereinigten Staaten. Therese Amalie Caroline Henriette (genannt Thea), die am 8. August 1878 in Nürnberg den Maler Max Ebersberger ehelichte, war eine begabte Miniaturistin.
An der Revolution von 1848 nahm das anfangs politisch liberal engagierte Ehepaar Mundt regen Anteil. Im August des Jahres nahm Mühlbach jedoch zunehmend reaktionäre Positionen ein und urteilte beispielsweise über den Parlamentarismus: „Ich hoffe zu Gott, dass diese geistigen und politischen Kleinkinderbewahranstalten sowohl hier als in Frankfurt auseinandergejagt werden! [...] Wenn wir eine Republik bekommen, wandert das Mundtsche Ehepaar in die Urwälder Amerikas aus, nach Cujago, zu meinem Bruder, der sich dort etabliert hat und heute noch keine Ahnung hat von unseren europäischen Revolutionen.“

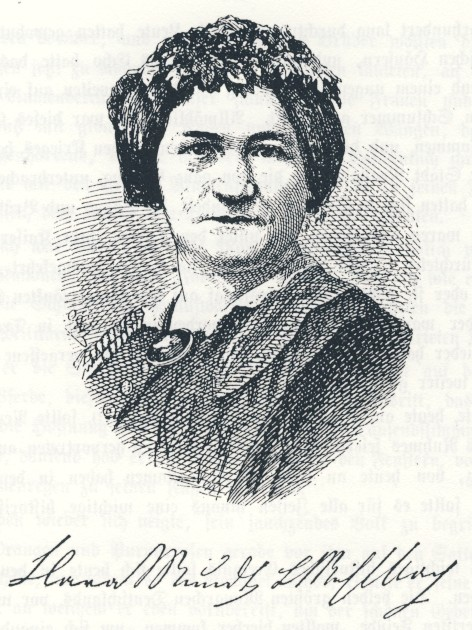
Altersbildnis mit Autograf Klara Mundt L. Mühlbach.

Über den Salon der Luise Mühlbach in Berlin schrieb ihre Tochter im Rückblick: „Geselligkeit war ihr [Luise Mühlbachs] Lebenselement und sie konnte nicht ohne eine solche in ausgedehntem Maße, und zwar am liebsten im eignen Hause, fertig werden. Sie vereinte häufig bei sich zu kleinen Diners Mitglieder der Bühne und Kunst, Litteraten, sowie geistig bedeutende Aristokraten.“ Luise Mühlbach unterhielt daher seit den 1840er Jahren in Berlin einen Salon, zu dessen Gästen u. a. Ludmilla Assing, Elisa Gräfin von Ahlefeldt, Berthold Auerbach,  Theodor Döring, Herzog Ernst von Sachsen-Coburg, Prinz Georg von Preußen, Adolf Glaßbrenner, Karl Gutzkow, Fanny Lewald, Fürst Pückler-Muskau, der Arzt und Schriftsteller Max Ring, Adolf Stahr und Feodor Wehl gehörten. Nach dem Tod ihres Mannes (1861) unternahm Luise Mühlbach zahlreiche Reisen, die sie bis in den Orient führten. Im November 1869 nahm sie auf Einladung des Khediven von Ägypten Ismail Pascha an der Einweihung des Sueskanals teil, im Winter 1870/71 hielt sie sich erneut in Ägypten auf. Von ihren Reisen berichtete sie in ausführlichen Artikelserien für deutschsprachige Tageszeitungen.
Luise Mühlbach schrieb Novellen, Reiseberichte und historische und soziale Romane, die sich durch besondere Abenteuerlichkeit der Handlung auszeichneten. Zu ihren Themen gehörten die Kritik der Konvenienzehe, das Scheidungsrecht und die soziale Frage. Einen dreibändigen Roman (1849) widmete sie der ersten englischen Berufsschriftstellerin Aphra Behn. Nachdem Luise Mühlbach im Vormärz vornehmlich Frauenromane und soziale Romane geschrieben hatte, die sich kritisch mit den gesellschaftlichen Gegebenheiten ihrer Gegenwart auseinandersetzen und die Emanzipationsideen des Jungen Deutschland aufgriffen, lag der Schwerpunkt ihres außergewöhnlich produktiven Schaffens nach 1850 auf dem Gebiet des historischen Romans bzw. Memoirenromans. Aufgrund authentischer Quellen, von Lebenszeugnissen und anekdotischem Material behandelte sie bevorzugt Lebens- und Zeitbilder einzelner Persönlichkeiten oder Epochen aus dem 18. und 19. Jahrhundert, u. a. König Friedrich II. von Preußen, Kaiser Joseph II., Napoleon I., Erzherzog Johann oder Muhammad Ali Pascha, König von Ägypten. „Jene wüsten Ausschweifungen einer ungezügelten Phantasie“, so kommentiert Robert Prutz den Paradigmenwechsel ihres literarischen Schaffens nach 1850, „verletzen den Leser nicht mehr, die Dichterin sucht nicht mehr vorzugsweise nach Scenen des Mordes, des Ehebruchs, der Blutschande, sie ist solid, sehr solid geworden, aber leider auch sehr spießbürgerlich. [...] Seit Luise Mühlbach es aufgegeben, die deutsche George Sand zu werden, hat sie ein Fabrikgeschäft historischer Romane etabliert, das sichern Buchhändlernachrichten zufolge sich eines großen Absatzes erfreut.“ Tatsächlich avancierte Luise Mühlbach mit ihren vielbändigen Romanen zu einer Lieblingsautorin des Lesepublikums.

Annonce der Vossischen Zeitung Nr. 240, 14. Oktober 1873, 3. Beilage

Umso erstaunter reagierte die Öffentlichkeit, als Luise Mühlbach, die „die glänzendsten Honorare bezogen“, „vom Khedive außergewöhnliche Geldspenden erhalten“ habe, „Diners und Soupers von lukullischer Fülle gegeben“ und „wie eine Fürstin“ gereist sei, nach ihrem Tod „nichts als eine Schuldenlast“ hinterließ. Offenbar hatte Luise Mühlbach weit über ihre Verhältnisse gelebt; ihr gesamter Hausrat und Nachlass wurden nach ihrem Tod versteigert.
Luise Mühlbach starb 1873 im Alter von 59 Jahren in Berlin und wurde, wie ihr Gatte zwölf Jahre zuvor, auf dem Alten St.-Matthäus-Kirchhof in Schöneberg beigesetzt. Beide Gräber sind nicht erhalten geblieben.

## Werke (Auswahl)
- Erste und letzte Liebe. Roman. Hammerich, Altona 1838.
- Die Pilger der Elbe. Roman. Hammerich, Altona 1838.
- Frauenschicksal. 2 Bde. Hammerich, Altona 1839.
- Zugvögel. Novellen und Skizzen. 2 Bde. Hammerich, Altona 1840.
- Glück und Geld. Roman. 2 Bde. Hammerich, Altona 1842
- Justin. Roman. Fritzsche, Leipzig 1843.
- Nach der Hochzeit. Vier Novellen. Fritzsche, Leipzig 1844.
- Eva. Ein Roman aus Berlins Gegenwart. 2 Bde. Morin, Berlin 1844. (Erschien umgearbeitet 1859 unter dem Titel: Frau Meisterin. 2 Bde. Janke, Berlin 1859.)
- Ein Roman in Berlin. 3 Bde. Mylius, Berlin 1846. (Erschien umgearbeitet 1860 unter dem Titel: Berlin vor fünfzehn Jahren. 3 Bde. Berlin: Janke 1860.)
- Federzeichnungen auf der Reise. Novellen und Bilder. Mylius, Berlin 1846.
- Aphra Behn. Roman. 3 Bde. Simion, Berlin 1849.
- Der Zögling der Gesellschaft. Roman. 2 Bde. Simion, Berlin 1850.
- Friedrich der Große und sein Hof. 3 Bde. Janke, Berlin 1853. (Später erweitert um 3 zusätzliche Abteilungen in 10 Bänden.)
- Königin Hortense. Ein napoleonisches Lebensbild. 2 Bde. Otto Janke, Berlin 1856 (späterer Titel: Hortense Königin von Holland – Historischer Roman aus der Napoleonischen Zeit.)
- Kaiser Joseph der Zweite und sein Hof. Historischer Roman. (3 Abteilungen, 12 Bde.) Janke, Berlin 1856–1857.
- Napoleon in Deutschland. (4 Abteilungen, 16 Bde.) Janke, Berlin 1858–1859
- Napoleon und Königin Luise. 2 Bde., Janke, Berlin 1858
- Erzherzog Johann und seine Zeit. (4 Abteilungen, 12 Bde.) Janke, Berlin 1859–1863.
- Kleine Romane. 2., neu bearb. Ausgabe. 21 Bde. Hammerich, Altona 1860–1866.
- Graf von Benjowski. Historischer Roman. 4 Bde. Jena/Leipzig, 1865.
- Deutschland in Sturm und Drang. Historischer Roman. (4 Abteilungen, 17 Bde.) Costenoble, Jena 1867–1868.
- Von Solferino bis Königgrätz. Historischer Roman aus der Gegenwart. (3 Abteilungen, 12 Bde.) Janke, Berlin 1869–1870.
- Kaiser Joseph und sein Landsknecht. (2 Abteilungen, 8 Bde.) Dürr Buchhandlung u. Verlag, Leipzig 1870.
- Andreas Hofer. Historischer Roman. Schoenfeld, Dresden 1870.
- Mohammed Ali und sein Haus. Historischer Roman. 4 Bde. Costenoble, Jena 1871. (Digitalisate bereitgestellt durch das Münchener DigitalisierungsZentrum: Erster Band, Zweiter Band, Dritter Band, Vierter Band)
- Reisebriefe aus Aegypten. 2 Bde. Costenoble, Jena 1871.
- Die Opfer des religiösen Fanatismus. Historischer Roman aus dem dreißigjährigen Krieg. (6 Bücher, 3 Bde.) Sigmund Bensinger, Prag 1871.
- Protestantische Jesuiten. Historischer Roman. (2 Abteilungen, 6 Bde.) Günther, Leipzig 1874.
- Erinnerungsblätter aus dem Leben Luise Mühlbach's. Gesammelt u. hrsg. von Thea Ebersberger. H. Schmidt u. C. Günther, Leipzig 1902. (Darin auch Briefe von Theodor Mundt an Clara Mundt.)

### Briefe
- Adolf Kohut (Hrsg.): Ungedruckte Briefe Luise Mühlbachs aus dem „tollen“ Jahre 1848. In: Das Magazin für die Litteratur des In- und Auslandes. Dresden. Nr. 6, 2. Februar 1889, S. 85–87 (Web-Ressource).
- William H. McClain: Clara Mundts Briefe an Hermann Costenoble. In: Archiv für Geschichte des Buchwesens. Band XXII. Frankfurt am Main 1981, Sp. 918–1250.